# 修道院屋博物館

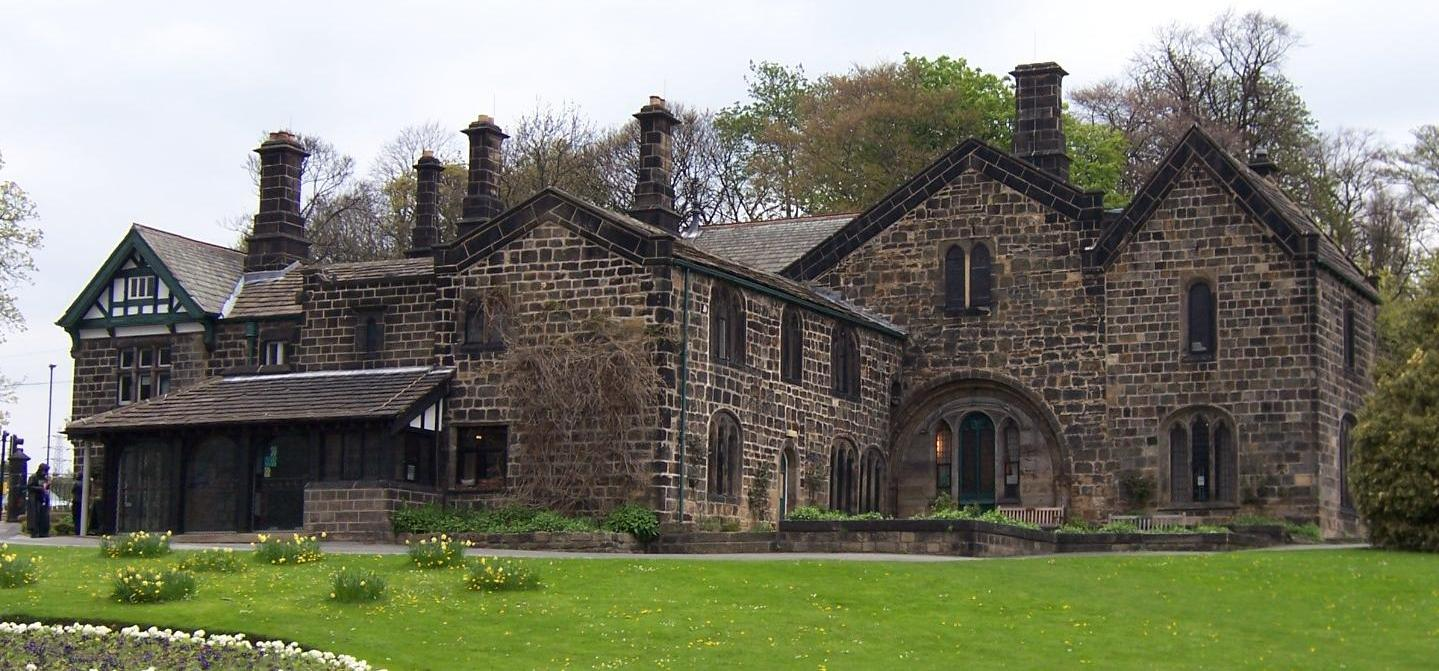
修道院屋博物館

修道院屋博物館（英語：是一座位於英格蘭西約克郡利茲柯克斯托尔的博物館，位於利茲市西北3英里（4.8）處，A65公路旁，目前屬於II*登錄建築。博物館目前是由利茲博物館及畫廊集團管理。

## 歷史
這歷史建築物原本為柯克斯托尔修道院的內門樓，該修道院建於12世紀，直到亨利八世解散了僧院後，這幢建築物變成農屋，後來成為柯克斯塔尔锻造厂擁有人的住所。1926年，利茲市議會買下這建築物，考慮把住所改建為法官住所，之後才決定變更為博物館，並在1927年7月開幕。博物館地面展廳設計成维多利亚时代大街，展示一系列當時的商店和服務，包括當時的商店裝潢。博物館上層則展示童年收藏品，社區策劃的展示和限期展示。
博物館在1998年至2001年間翻新，由国家彩票遗产基金斥資150萬鎊，新增了12商店和住屋。
2024年12月，利茲市議會向公眾諮詢，打算永久關閉這博物館，但遭到公眾強烈反對，於是市議會在2025年2月宣佈取消這提案。
博物館裡面曾經設有一咖啡店，但該咖啡店在新冠疫情後搬出。

## 外部連結
- 官方网站
- BBC: 修道院屋博物館導覽